# Strada statale 77 della Val di Chienti
La strada statale 77 della Val di Chienti (SS 77) è una strada statale italiana che collega Foligno, in Umbria, a Civitanova Marche, nelle Marche, per complessivi 95 chilometri, scavalcando la dorsale appenninica al Valico Colfiorito (826 m). Dal 28 luglio 2016, con l'apertura del tratto Foligno - Muccia, tutta la SS77 è diventata una superstrada con caratteristiche autostradali così come prevedeva il progetto Quadrilatero.

## Storia
La strada statale venne istituita nel 1928 con il seguente percorso: "Foligno - Macerata - Innesto con la SS 16 presso Loreto."
Il percorso attuale, a fronte di una revisione effettuata nel 2001 dall'ANAS, è differente da quello identificato come SS 77 sino a quel momento. Infatti, la vecchia SS 77 coincideva con l'attuale sino all'altezza di Tolentino, dove iniziava il raccordo autostradale Tolentino-Civitanova Marche, poi piegava verso nord toccando Macerata, Recanati e Loreto per allacciarsi alla SS 16 in località Villa Costantina. La revisione del percorso ha avuto due conseguenze: in primo luogo il tratto fra Tolentino e l'allacciamento alla SS 16 è stato declassato a strada provinciale (SP 77) e in secondo la strada da Tolentino a Civitanova, divenendo parte della SS 77 ha perso la classificazione di raccordo autostradale. La denominazione SS 77 indica pertanto, allo stato odierno, la superstrada con caratteristiche di strada extraurbana principale tra lo svincolo Foligno est della strada statale 3 Via Flaminia e la Strada statale 16 Adriatica a Civitanova Marche.
Il tratto dal nodo di Foligno (intersezione con la Flaminia) a Pontelatrave è stato realizzato su nuovo tracciato come superstrada con caratteristiche autostradali ed inaugurato nel 2016. Il progetto per il tratto Foligno - Pontelatrave era stato approvato dal CIPE nel 2004 e gli appalti erano stati dati nel 2005 come parte del "Progetto Quadrilatero Marche Umbria".
Nel 2006 erano stati aperti i primi cantieri nel tratto Sfercia-Pontelatrave, un percorso di 2,7 km. che il 4 dicembre 2009 fu aperto al traffico con la denominazione SS 77var Pontelatrave-Sfercia. Nel 2009 erano stati aperti i cantieri per completare la nuova superstrada nel rimanente tratto da Foligno.
Il 16 gennaio 2015 il tratto Colfiorito-Serravalle di Chienti, di circa 9 km, è stato temporaneamente aperto al traffico.
L'apertura al traffico dell'intera superstrada da Foligno a Civitanova è avvenuta il 28 luglio 2016. Fino al 30 settembre 2018 la denominazione della nuova strada da Foligno a Sfercia era "SS 77 var", mentre il vecchio tracciato continuava ad essere denominato "SS 77"; dal 1º ottobre 2018 la denominazione SS 77 è interamente trasferita al nuovo tracciato mentre la gestione di quello storico è passata alle regioni che attraversa tranne il tratto dall'innesto con la SS78 dal km. 83,540 all'innesto con la SP181 escluso il centro abitato di Macerata; altro tratto vecchio in competenza ANAS va dall'innesto con la SP181 dal km. 95,389 al km. 104,362 equivalente all'innesto con la SS571;  dal tratto dell'innesto con la SS571 alla fine presso la SS16 a Loreto esclusa la tratta dal km. 109,330 al km 116,520 di competenza del comune di Recanati. 

## Percorso
| della Val di Chienti |                                                          |      |      |           |
| Tipologia            | Indicazione                                              | ↓km↓ | ↑km↑ | Provincia |
|                      | Foligno est Via Flaminia Roma-Terni-Spoleto-Fano         | 0    | 98   | PG        |
|                      | Scopoli (svincolo in progetto)                           | 7,5  | 90,5 | PG        |
|                      | Colfiorito Parco di Colfiorito                           | 17,5 | 80,5 | PG        |
|                      | Serravalle di Chienti                                    | 26,5 | 71,5 | MC        |
|                      | Muccia Nord                                              | -    | 64,9 | MC        |
|                      | Muccia Sud - Pontelatrave                                | 34,5 | -    | MC        |
|                      | Camerino                                                 | 40,5 | 57,5 | MC        |
|                      | Caccamo Lago di Caccamo                                  | 48,5 | 49,5 | MC        |
|                      | Serrapetrona                                             | 50,5 | 48   | MC        |
|                      | Caldarola                                                | 51   | 47   | MC        |
|                      | Belforte del Chienti Parco nazionale dei Monti Sibillini | 53,5 | 44,5 | MC        |
|                      | Tolentino Ovest                                          | 57   | 41,5 | MC        |
|                      | Tolentino Sud                                            | 58   | 40   | MC        |
|                      | Tolentino Est                                            | 61   | 37   | MC        |
|                      | Tolentino Zona Industriale                               | 64,5 | 33,5 | MC        |
|                      | Pollenza                                                 | 67,5 | 31   | MC        |
|                      | Macerata Ovest                                           | 70,3 | 28   | MC        |
|                      | Macerata Centro (svincolo in progetto)                   | 73,5 | 25   | MC        |
|                      | Macerata Sud - Corridonia - Piediripa                    | 77,8 | 20,5 | MC        |
|                      | Morrovalle - Monte San Giusto                            | 85,6 | 12,5 | MC        |
|                      | Montecosaro                                              | 91,6 | 6,5  | MC        |
|                      | Civitanova Marche Zona Industriale A                     | 94   | 4    | MC        |
|                      | Civitanova Marche Ovest Bologna-Taranto                  | 96   | 2    | MC        |
|                      | Civitanova Marche Adriatica                              | 98   | 0    | MC        |

## Galleria d'immagini

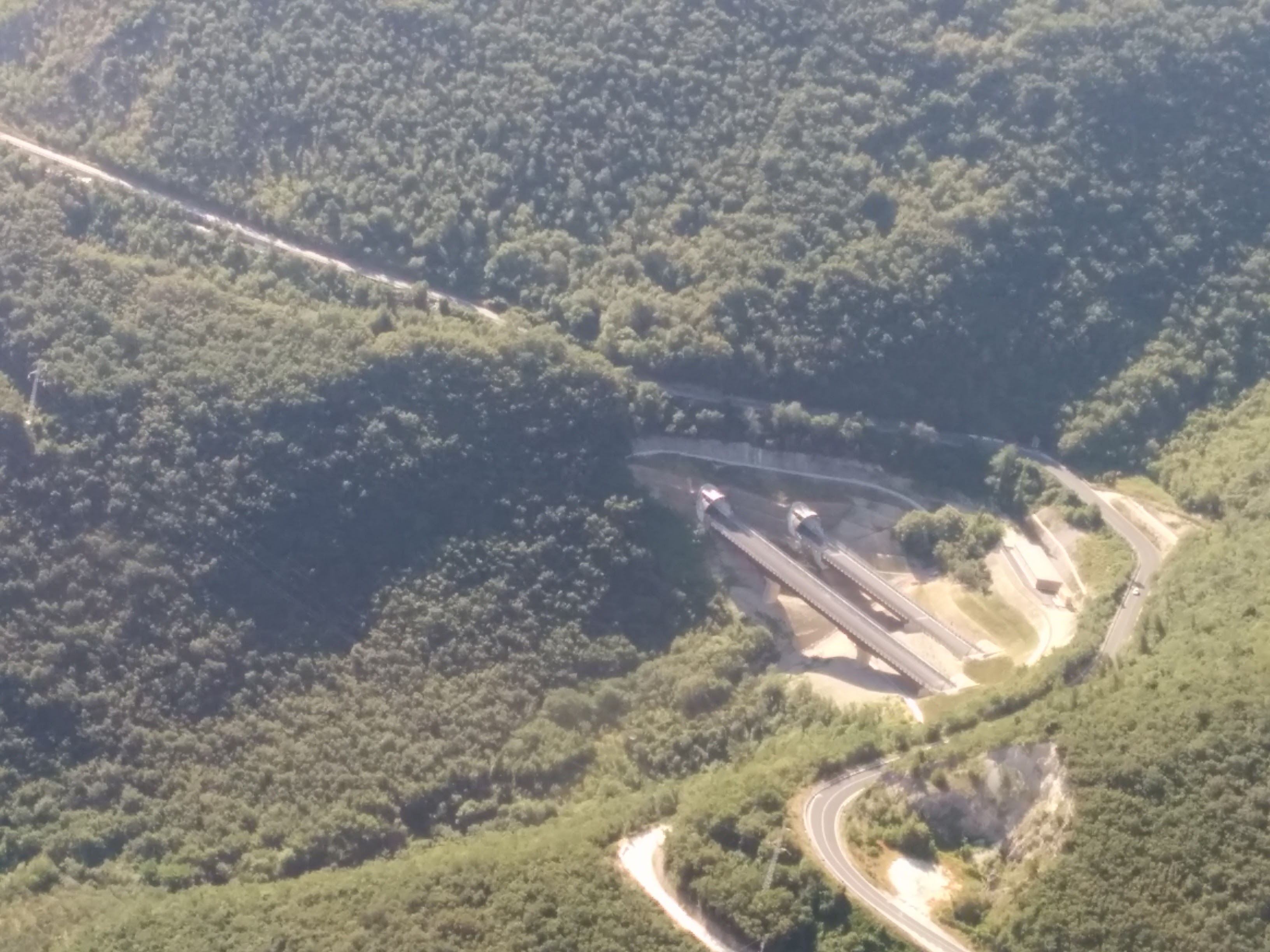
Viadotto SS77 tra Colle San Lorenzo e Ponte Santa Lucia